# Sciobia bolivari
Sciobia bolivari är en insektsart som först beskrevs av Lucien Chopard 1937.  Sciobia bolivari ingår i släktet Sciobia och familjen syrsor. Inga underarter finns listade i Catalogue of Life.